# 武田義信
武田義信（日语：／ Takeda Yoshinobu，1538年—1567年11月19日、天文七年－永祿十年十月十九日），日本戰國時代武將、甲斐戰國大名武田信玄嫡子。其同母弟有海野信親及武田信之；異母弟則有武田勝賴、仁科盛信 、葛山信貞和武田信清。

## 生平
義信於天文七年（1538年）出生，幼名太郎。其父為甲斐戰國大名武田晴信（後出家法號信玄），統一甲斐的武田信虎則為其祖父。武田晴信在天文五年（1536年）迎娶公家三條公賴之女（三條夫人）為正室，據『甲陽軍鑑』所載，此事乃武田家經由同盟駿河今川氏斡旋的結果。
天文十九年（1550年），13歲的義信元服，傅役為飯富虎昌。同年四月八日，義信迎娶駿河今川義元之女嶺松院為正室。此次聯姻被認為是武田氏為加強與盟友今川氏關係的一部分，也被認為是為了之後締結的甲相駿三國同盟所做的準備。
天文廿一年（1552年）八月，義信行具足始之儀式。
天文二十二年（1553年）十二月二十九日，武田氏歷代中首次獲得室町幕府將軍足利義藤（後為義輝）賜予的通字「義」作為偏諱，元服後初名信行的義信就此改名。甲府館內也為其增建了西曲輪當做居所。。
義信的初陣是在天文廿三年（1554年），針對信濃國佐久郡知久氏的討伐行動。在此次初陣中，義信成功平定了知久氏的叛亂，迫使小諸城投降，並率領內山城軍隊擊殺300名落武者，表現出色，展現了其非凡的軍事才能。
永祿元年（1558年），武田晴信補任信濃守護之際，義信也獲得了「准三管領」的待遇。
據《甲陽軍鑑》記載，在永祿四年（1561年）第四次川中島之戰中，義信立下了赫赫戰功。《越後野志》則形容義信在川中島的戰鬥表現凶猛異常。傳說當時上杉政虎的本陣正在做短暫的休整，義信率領800名兵士，隱蔽兵旗，佩帶腰刀，秘密穿過蘆葦叢，突襲上杉軍本陣。這場突襲令政虎旗下大部分旗本措手不及，紛紛潰逃，老臣志田義時與大川高重不幸陣亡，甚至連政虎本人也只能憑藉家傳寶物鍔槍苦苦抵抗。就在上杉軍幾乎全線潰敗之際，由色部長實所率領的500人以及宇佐美定滿所率領的1,000餘人趕來增援，並共同夾擊義信軍，終將其逼退至廣瀨渡口，才暫時穩住局勢。
永祿六年（1563年），信玄與義信父子二人聯名，在甲斐國二宮美和神社奉納了《板繪著色三十六歌仙圖》。圖中題有祈求必勝及子孫繁榮的和歌，顯示此時期信玄與義信之間的親子關係尚屬融洽。
永祿八年（1565年）十月，義信因企圖暗殺信玄而被視為謀反，遭監禁在甲府東光寺。
永祿十年（1567年）十月十九日，義信在東光寺因病去世，享年30歲。
同年十一月，今川氏真經由北條氏請求武田氏歸還嶺松院，信玄對此表示反對，認為此舉恐導致兩家同盟破裂。不過最終嶺松院還是攜女歸返駿河。歸還今川家後，嶺松院剃髮出家，法號貞春尼。其後，貞春尼於德川家效力，並擔任德川秀忠御介錯上臈一職，專責管理武家嫡長子的教育事務。

## 義信事件

### 通說
根據『甲陽軍鑑』的記載，永祿七年（1564年）七月，義信的傅役飯富虎昌、側近長坂昌國、曾根周防守等人密謀暗殺武田信玄。不過，這項計畫在事前被虎昌之弟—飯富三郎兵衛（即後來的山縣昌景）透過密信揭發，因而曝光。
永祿八年（1565年）一月，飯富虎昌等人因謀反罪名遭到處刑，並有八十騎家臣團被逐出武田家門。義信亦在同年十月被幽閉在甲府東光寺，同時也失去後繼者的地位。同年十一月十三日，義信之異母弟勝賴，迎娶了織田信長的養女龍勝院，藉此促成武田家與織田家之間的聯繫與友好關係。
雖然「義信事件」的詳細經過仍不明確，但據推測，此事件的背景與永祿四年（1561年）第四次川中島之戰後北信地區的穩定局勢有關。接著在永祿六年（1563年）至永祿九年（1566年）之間，遠江國爆發了被稱為「遠州騷亂」的大規模國人眾叛亂。這場動亂促使信玄重新審視與今川家的關係，也成為其外交方針轉變的契機之一。
事實上，武田家自永祿初年起便已開始與織田家建立外交關係。此後，武田氏的對外政策逐漸轉向與織田氏結盟的方向發展。據說義信對於與織田氏同盟持反對立場，此一分歧或許亦為事件爆發的重要因素之一。
「義信事件」過後武田家與今川家的關係走向惡化，信玄也在永祿十一年（1568年）開始侵攻今川家的領國駿河、遠江等領地。主要研究武田家的學者們也普遍將義信事件歸因於：主張維護今川家政治聯盟關係的義信和決定侵攻今川領國以壯大武田家戰略擴張的信玄之間，因對武田家未來政略發展分歧而產生對立的派系政爭。
與之相對在同時代東北陸奧大名伊達稙宗、伊達晴宗父子就因政略歧見，引發影響當時日本東北政治紛爭的天文之亂事件。信玄或許明白身為嫡長子的義信會表明反對的動機理由，但為了武田家將來戰略擴張的路線維持，同時為避免如天文之亂事件發生，其也必須採取強硬手段遏止以義信為首的反對破盟侵攻今川家的派系異見。
永祿十年（1567年）八月七日，武田家在小縣郡的生島足島神社奉納了一份由領內家臣團共同起草的起請文，內容是向信玄表達忠誠。有學者認為，這一舉措的目的是為了平息「義信事件」發生後家臣團內部出現的動搖與不安，藉由公開宣誓來鞏固對家督的忠誠。
此外，在甲斐國南部，與駿河接壤的河內地區由武田御一門眾之一的穴山氏所領有。穴山氏在信友與信君兩代時期，與武田宗家締結姻親關係，並擔任甲斐與駿河之間甲駿同盟的斡旋者。義信與今川義元之女的婚姻，即是在穴山氏的居中安排下促成。
雖然名義上隸屬於武田宗家，穴山氏實則與今川家有著深厚聯繫。然而，在義信事件後的永祿十一年（1568年）末，武田氏開始對今川領地展開軍事行動時（即駿河侵攻），穴山氏主動領導了此次行動，這也顯示了其在政治與軍事上的雙重轉向。
值得一提的是，在義信事件中，穴山氏的立場不明，不過在永祿九年（1566年）十二月五日，當主信君之弟穴山彦八郎在身延山久遠寺自殺。據推測，穴山氏內部亦可能出現了分裂情況。當時的當主穴山信君似乎屬於支持武田信玄的一方，而其弟穴山彥八郎則可能站在義信一派。由此可見，穴山氏家中或曾因對事件立場不同而產生內訌。

### 新說[13][14]
近年來，武田氏研究領域的重要學者之一─黒田基樹，對於長久以來將「義信事件」視為武田氏與今川氏之間外交糾紛所引發的通說提出質疑，並主張這起事件實則根源於武田家內部的政局問題。黑田指出，武田氏與今川氏之間的外交摩擦，其實早在今川義元在世時便已存在，但並無明確史料顯示武田義信與義元父子之間有深厚的私人交情；同樣地，也缺乏足以證明義信因今川氏而與父親信玄對立的直接記錄。
進一步來看，兩家關係真正急遽惡化，實際上是在永祿十年（1567年）八月今川氏真對武田領地實施「鹽止」政策（即禁止鹽的輸出）之後。從時序上判斷，「義信事件」與其說是因今川氏的對立而起，倒不如說是這起事件本身成為加劇兩家裂痕的導火線。
黑田所關注的，還有義信與其同世代領主之間的權力落差。儘管今川氏真與北條氏政在繼位時皆僅約20歲出頭，分別承襲了今川與北條兩家家督之位，但義信在事件發生時已年滿28歲，卻仍未見信玄有讓位之意。面對這些義兄弟輩已成一方之主的現實，義信或許產生了相當的焦慮與失衡感。
然而，黑田所最重視的一點，則是事件爆發的永祿八年（1565年）前後，包含武田領在內的整個日本列島正經歷一場嚴重的饑荒。這與天文十年（1541年）武田信虎被放逐、信玄繼承家督的背景極為類似——當時亦是一場社會性災難促使家中不滿情緒激化，導致家督易位。在這樣的歷史脈絡下，黑田提出一項新穎的觀點：義信可能試圖效法當年其父取代信虎的先例，藉由家中與國內的混亂時機爭取家督之位，重新整頓武田家政與領國秩序。
由此觀之，黑田的研究立場認為，「義信事件」之所以會在永祿八年爆發，正是因為這一年具備了與當年信虎被廢時相似的社會與政治條件；換言之，事件的爆發並非偶然，而是當時甲斐國內部政治積怨與社會動盪交織下的歷史必然。

## 出處
1. ↑  「大聖寺甲斐源氏系図」
2. ↑  甲陽軍鑑
3. ↑  「高白齋記」
4. ↑  「高白齋記」
5. ↑  「高白齋記」
6. ↑  「勝山記（日语：勝山記）」
7. ↑  甲陽軍鑑
8. ↑  平山優「これまで二説に分かれていましたが、このほど大河ドラマ『真田丸』でも時代考証を担当されていた黒田基樹氏により新史料が発掘されまして病死だという事が明らかになりました」 NHK大河ドラマ「どうする家康」コラム 大河と歴史の裏話『文化人としての 武田信玄・今川義元を描く』2023年6月25日
9. ↑  『今川家瀬名家記』
10. ↑  平山優（2024）P.27
11. ↑  平山優（2024）P.27
12. ↑  平山優（2011）
13. ↑  黑田基樹（2022）P.203-210
14. ↑  黑田基樹（2023）P.15-17